# Gustav Dubský
Gustav Dubský (7. února 1868 Stráž nad Nežárkou – ?) byl český nakladatel a knihkupec, který přežil holocaust.

## Život
Maturoval v Jindřichově Hradci (1886). Tamtéž se vyučil knihkupcem. Na přelomu 19. a  20. století (od roku 1896 do roku 1995) měl knihkupectví v Českých Budějovicích. Získal nakladatelskou licenci a stal se nakladatelem. V roce 1906 koupil pražské nakladatelství Grosman a Svoboda, které z počátku vedl pod původním názvem, později pod svým jménem. Po vypuknutí první světové války byl mobilizován, zpočátky dělal vedoucího (přednostu) vojenské cenzury v Liberci, později byl poslán na italskou frontu. Po válce v nakladatelské činnosti pokračoval do roku 1923. Podílel se na vydávání časopisu Čas. V letech 1942 až 1945 byl vězněn v koncentrační táboru Terezín, kde se dočkal osvobození. Je pohřben na Novém židovském hřbitově v Praze. Jeho syn Jaroslav zahynul v nacistickém koncentračním táboru Osvětim.

## Nakladatelská činnost (výběr)
- V roce 1899 vydal v Českých Budějovicích  feuilletony Taškařice o Taschkovi a těch ostatních (autor: Karel Jonáš).
- V letech 1918 až 1922 vydal Macharovy knihy Pod sluncem italským, Vídeň, Řím, Vídeňské profily, Kriminál, Českým životem : procházky a pozorování, Trofeje, Za rána, Třicet roků.
- V roce 1921 vydal knihu Nová Evropa : stanovisko slovanské (autor: Tomáš Garrigue Masaryk, ilustrátoři: Adolf Kašpar, Jaroslav Pantoflíček).
- V roce 1921 vydal knihu Životní dílo presidenta Masaryka (autor: Alois Hajn).